# Civiltà sepolte. Il romanzo dell'archeologia
Civiltà sepolte. Il romanzo dell'archeologia è un saggio sulla storia dell'archeologia scritto dal giornalista tedesco C.W. Ceram, pseudonimo di Kurt Wilhelm Marek. 

## Tema
Opera divenuta un cult, tuttora ristampata, sull'archeologia universale, fu scritta dall'autore come "romanzo di fatto", usando cioè un approccio romanzato per raccontare l'epopea delle grandi scoperte preoccupandosi di avvicinare il grande pubblico con uno stile divulgativo. L'interesse gli venne durante la prigionia subìta nella Seconda Guerra Mondiale quando si dedicò alla lettura di testi di argomento storico e archeologico. Tracciando le tappe di una disciplina e capace di affascinare i non specialisti per il carattere misterioso e la propensione all'avventura, Ceram mise in risalto il valore umano e morale derivante non già dalla "caccia al tesoro", ma dalla «sofferta, meditata, pensosa ricerca» che, attraverso la multiformità dell'uomo, conduce alla scoperta di se stessi. Il libro illustra civiltà e città del passato: gli scavi archeologici di Ercolano, gli scavi archeologici di Pompei, la riscoperta di Troia da parte di Heinrich Schliemann, gli Egizi, gli Assiri, i Babilonesi, i Sumeri, i Maya, gli Aztechi. Alle scoperte, a volte fortuite, degli archeologi, il cui acume e infaticabile lavoro egli celebra, Ceram offre inoltre una panoramica vasta e accattivante riguardo agli usi dei popoli, le arti, i costumi, le religioni antiche.